# أندرو غارسيا
أندرو غارسيا (بالإنجليزية: Andrew Garcia)‏ هو مغني أمريكي، ولد في 8 أكتوبر 1985.

## وصلات خارجية
- أندرو غارسيا على موقع IMDb (الإنجليزية)
- أندرو غارسيا على موقع ميوزك برينز (الإنجليزية)